# 酈波
酈波（1972年4月17日—）は、中華人民共和国の古典文学学者。現在は南京師範大学人文学院の教授、碩士生導師。中国の古典文学が専門。

## 略歴
1972年4月17日、江蘇省鎮江市丹陽市に生まれた。南京師範大学卒業。
2007年は、江蘇城市頻道『万家灯火』の司会を務めた。
2009年10月、中国中央テレビの番組「百家講壇」で『大明名臣：風雨張居正』というシリーズレクチャーを行った。
2013年11月、中国中央テレビの番組「百家講壇」で『大明脊梁張居正』というシリーズレクチャーを行った。
2015年の暑假、中国中央テレビの番組「百家講壇」で『千古愛情之相聚在星空下』というシリーズレクチャーを行った。
2016年1月1日、貴州衛視の番組『最愛是中華』を進めている酈波。

## 著書
- 『五代前の那些愛』東方出版社、2008年2月1日。ISBN 9787506030540。
- 『宋元明清那些愛』東方出版社、2008年8月1日。ISBN 9787506032223。
- 『風雨張居正』中国民主法制出版社有限公司、2009年10月1日。ISBN 9787802196513。
- 『酈波評説曽国藩家訓（上）』中国民主法制出版社有限公司、2012年2月1日。ISBN 9787802197800。
- 『酈波批量曽国藩家訓（下）』中国民主法制出版社有限公司、2012年1月1日。ISBN 9787802199712。
- 『丹心報国：酈波評説于謙』工人出版社、2016年6月1日。ISBN 9787500864004。
- 『救時宰相于謙』中国民主法制出版社有限公司、2010年8月1日。ISBN 9787802197442。
- 『曽国藩教子十法』復旦大学出版社、2015年7月1日。ISBN 9787309114348。
- 『中華家訓智慧』新蕾出版社、2014年7月1日。ISBN 9787530760390。
- 『千古名相：酈波評説張居正』工人出版社、2016年6月1日。ISBN 9787500863991。
- 『清正為官：酈波評説海瑞』工人出版社、2016年6月1日。ISBN 9787500863984。
- 『大明戦神：酈波評説戚継光』工人出版社、2016年6月1日。ISBN 9787500863977。
- 『王世貞文学研究』中華書局、2011年12月1日。ISBN 9787101084276。